# Doryanthes palmeri
Doryanthes palmeri, també conegut com a lliri gegant, és una de les dues úniques espècies de plantes del gènere Doryanthes, de la família Doryanthaceae, ambdues són endèmiques de l'est d'Austràlia.
Creix en una roseta i les fulles poden arribar a uns 3 m de longitud. Les flors sorgeixen a la primavera en un tija que pot arribar als 5 m d'alçada. És una herba suculenta i les seves fulles creixen en forma d'espasa. El lliri gegant està catalogat com a vulnerable sota la Llei d'espècies amenaçades de Nova Gal·les del Sud (1995).

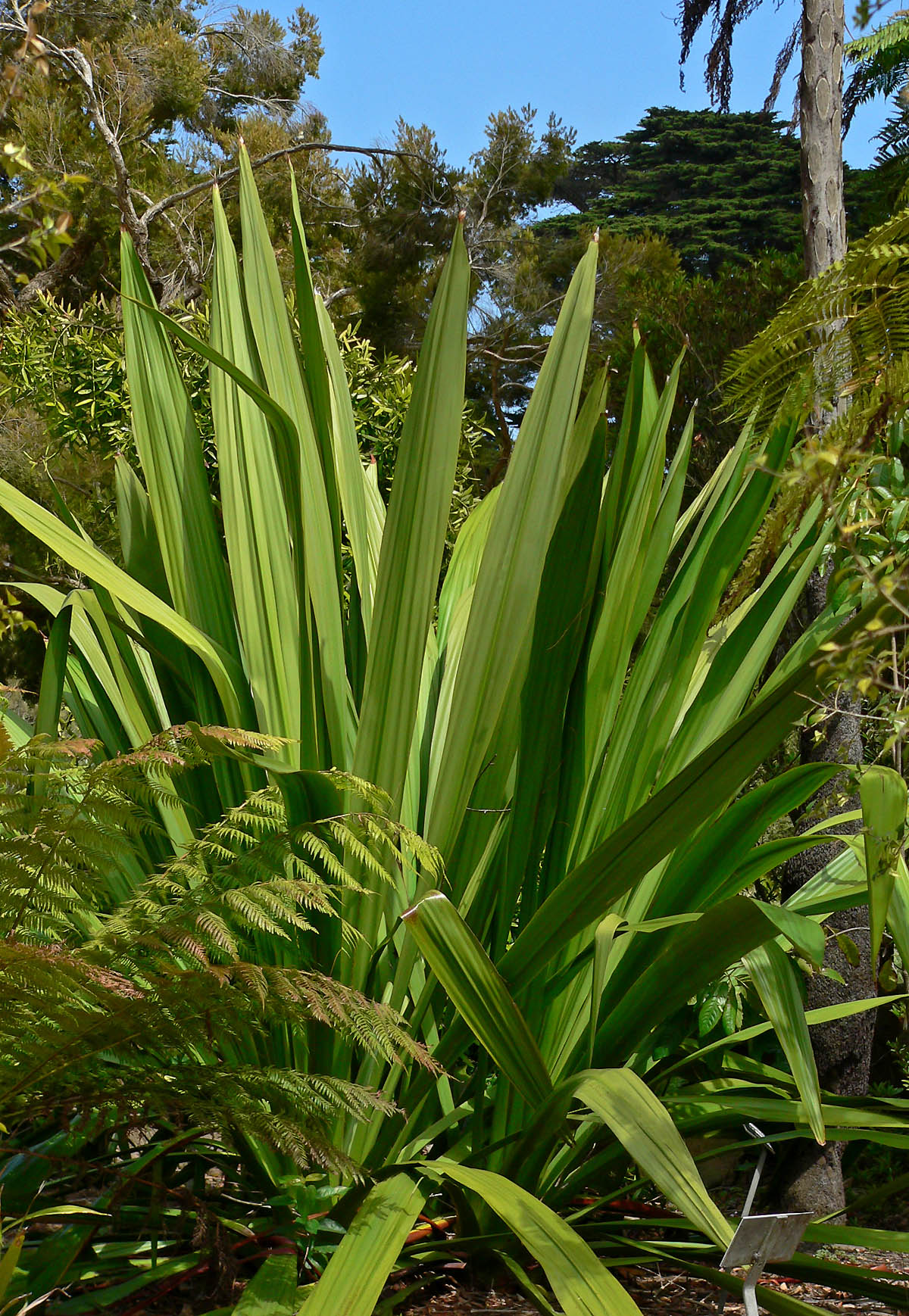
Doryanthes palmeri (planta)
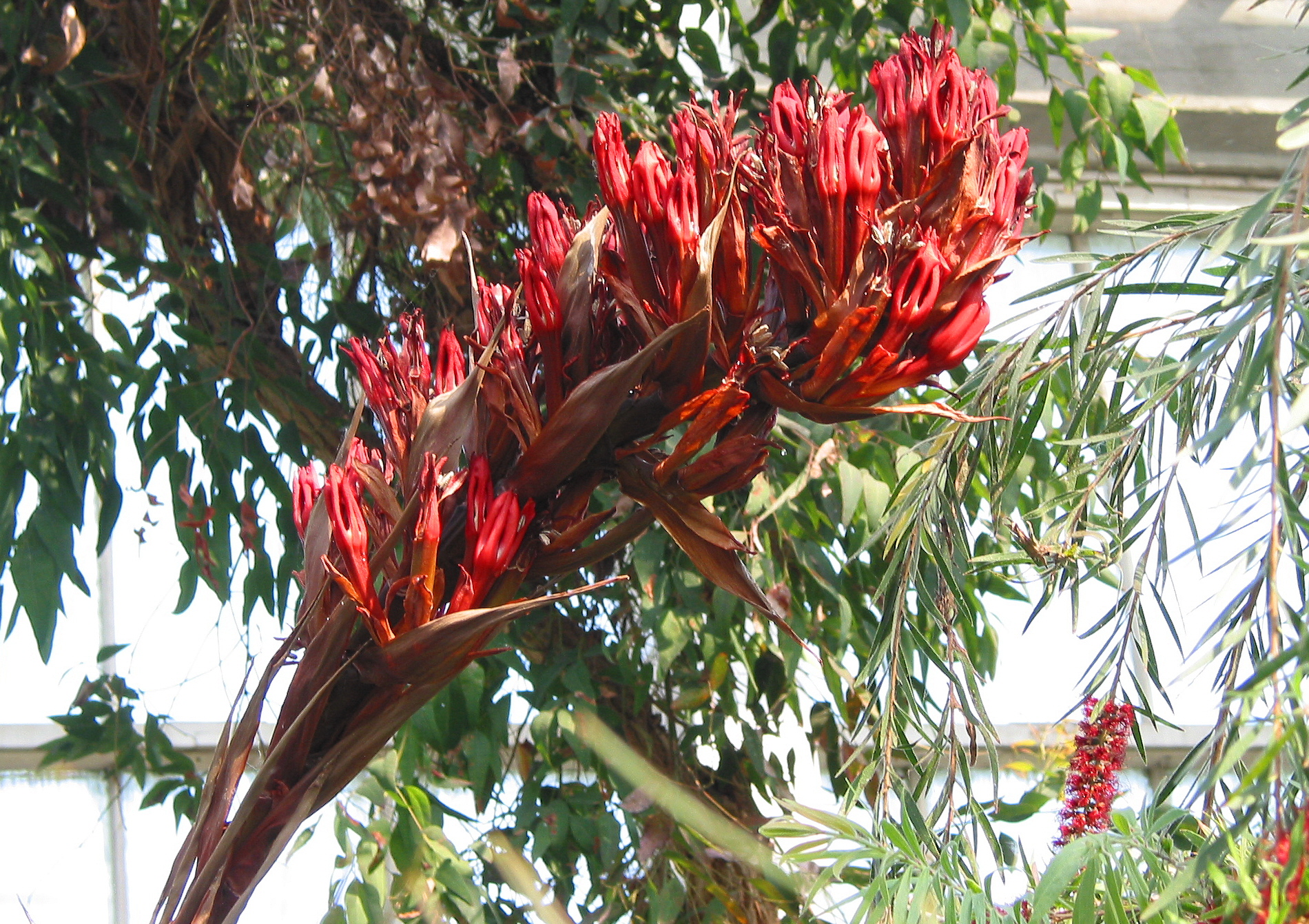
Doryanthes palmeri (flors)